# Cartucho de cinta magnética
Cartucho de cinta magnética y casete de cinta magnética se refieren a una pequeña unidad de plástico que contiene cierta cantidad de cinta magnética en al menos un carrete. La unidad puede contener un segundo carrete de «recogida» o interoperar con dicho carrete en una unidad de cinta asociada. Se sabe que existen al menos 142 tipos distintos.
La frase casete de cinta es ambigua en el sentido de que no existe una definición común por lo que, dependiendo del uso, tiene muchos significados, como por ejemplo cualquiera de los 106 tipos diferentes de casetes de audio, casetes de video o casetes de datos listado en El Museo de Medios Obsoletos.
La frase cartucho de cinta también es ambigua con 36 tipos diferentes de audio, video o datos enumerados en el Museo de Medios Obsoletos.
De vez en cuando, los términos cartucho de cinta y casete de cinta se utilizan para describir el mismo producto.
Actualmente están en producción el casete de cinta, el cartucho de cinta LTO y el cartucho de cinta IBM 3592.

## Audio
- Analógico
  - Casete, un casete de cinta de dos carretes para grabación y reproducción de audio analógico intriducido en 1963 por Philips.
  - DC-International, un formato que fue creado por Grundig después de que Phillips abandonara un formato anterior que estaba creando junto con el Compact Cassette.
  - Cartucho de 8 pistas, sistema de cinta de bucle continuo introducido en 1964.
  - PlayTape, un formato similar al de 8 pistas que fue creado por Frank Stanton.
  - HiPac,un formato creado por Pioneer como alternativa al 8 pistas para ser utilizado fuera de Norteamérica.
  - Mini-Cassette, un pequeño cartucho de casete de cinta desarrollado por Phillips para máquinas de dictado y almacenamiento de datos para la computadora doméstica Philips P2000.
  - Microcassette, un formato de cinta de casete pequeño que usaba el mismo ancho de cinta magnética que el casete compacto pero en un cartucho mucho más pequeño, desarrollado por Olympus.
  - Picocassette, un formato de cartucho de cinta de casete que era la mitad del tamaño del microcassette fabricado por JVC.
  - RCA tape cartridge, a cartridge tape created by RCA and introduced in 1958 meant to take the hassle of handling unruly tapes easier
  - Elcaset, un formato introducido en 1976 por Sony basado en el cartucho de cinta RCA que se suponía que era más conveniente que su predecesor.
- Digital
  - Digital Tape Format, un formato de almacenamiento de datos en cinta magnética desarrollado por Sony.
  - Digital Audio Tape (DAT), un medio de grabación y reproducción de señales desarrollado por Sony e introducido en 1987.
  - Digital Compact Cassette (DCC), un formato de grabación de sonido en cinta magnética introducido por Philips y Matsushita a finales de 1992 y comercializado como el sucesor del casete compacto analógico estándar.
  - NT (cassette), una pequeña cinta de casete creada por Sony que era más pequeña que un Picocassette que solo se usaba para máquinas de dictado, pero tenía planes de usarse en música

## Video
- Videocassette, un cartucho conteniendo cinta de video
  - Analógico
    - VHS, el formato más exitoso para la grabación de video analógico hogareño.
    - VHS-C, un formato compacto de videocasete VHS para videocámaras de mano.
    - Betamax, otro formato de videocasete común para uso hogareño.
    - Betacam, una versión industrial de Betamax para uso profesional
    - formato de video de 8 mm, un popular formato de videocassette para videocámaras de mano.
    - U-matic, un formato anterior de cinta de video de 3/4 de pulgada, principalmente para uso profesional.
    - Video 2000, un formato de cinta de vídeo de corta vida introducido por Philips y Grundig.

  - Digital
    - DV, un formato de cinta de video digital y un códec para grabar videos lanzado para uso profesional y de aficionado.
    - MicroMV, el videocasete más pequeño jamás producido y fue lanzado por Sony en 2001.
    - Digital8, la versión digital de Video8 (video de 8 mm) introducida por Sony.
    - D-VHS, una versión de VHS utilizada para almacenar video digital lanzada en 1998.
    - Digital Betacam, una versión digital de Betacam.
    - Digital-S, una versión digital de VHS lanzada por JVC en 1995 para competir con Digital Betacam.

## Datos
- casete Digital Data Storage (DDS)
- casete Data8 un videocasete derivado de Exabyte
- cartucho Digital Linear Tape (DLT)
- cartucho IBM 7340, uno de los primeros formatos de cinta empaquetados en un casete.
- cartucho Linear Tape-Open (LTO)
- cartucho ZX Microdrive